# Streptavidin
Streptavidin ist ein Protein, das von Bakterien der Spezies Streptomyces avidinii produziert wird. Das aus vier identischen Protein-Untereinheiten aufgebaute Eiweiß besitzt eine Molekülmasse von etwa 60.000 Dalton; jede der vier Untereinheiten kann mit sehr hoher Affinität (Ka ~ 1014–1015 M−1) jeweils ein Molekül des Vitamins Biotin binden. Die Streptavidin-Biotin-Bindung ist eine der stärksten bekannten nichtkovalenten biologischen Bindungen. Im Gegensatz zu Avidin (vorausberechneter isoelektrischer Punkt von 9.47), das ebenfalls Biotin binden kann, hat Streptavidin ähnlich wie Neutravidin einen isoelektrischen Punkt von 6.03 und damit näher dem neutralen Bereich. Wegen seiner geringeren Gesamtladung und weil Streptavidin kein Glykoprotein ist und deshalb nicht an Kohlenhydrat-Rezeptoren bindet, sind unspezifische Bindungen in Streptavidin-Systemen seltener als bei der Verwendung von Avidin.

## Struktur
Die Primärstruktur des Monomers, also jeder der vier identischen Untereinheiten, besteht aus 159 Aminosäuren und hat eine Molekülmasse von 16.807 Da.

## Anwendung
Die Streptavidin/Biotin-Wechselwirkung wird in den verschiedensten Methoden in der Biochemie, Immunologie und Molekularbiologie ausgenutzt:
- Affinitätschromatografie
- Immunhistochemie
- Immunassays
- Gensonde, Single Base Extension
- DNA-Chip-Technologie